# Fuday
Fuday est une île du Royaume-Uni située en Écosse.